# Saint-Nauphary
Saint-Nauphary é uma comuna francesa na região administrativa da Occitânia, no departamento de Tarn-et-Garonne. Estende-se por uma área de 24.43 km², e possui 1.857 habitantes, segundo o censo de 2018, com uma densidade de 76 hab/km².